# المحكمة الاجتماعية الاتحادية (ألمانيا)

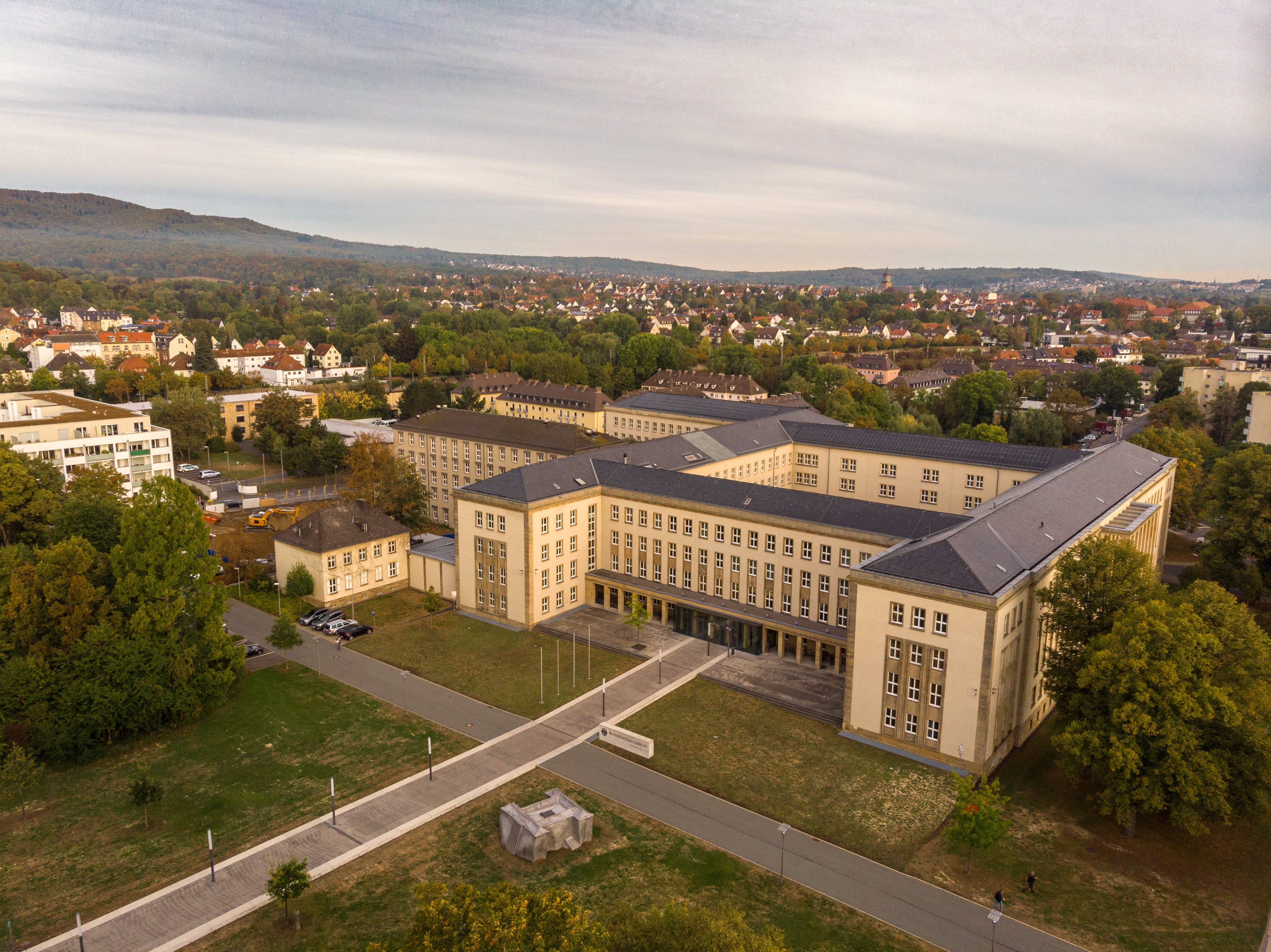
المحكمة الاجتماعية الاتحادية في كاسل

المحكمة الاجتماعية الاتحادية ( Bundessozialgericht ) هي محكمة الاستئناف الفيدرالية الألمانية لقضايا الضمان الاجتماعي، وبشكل رئيسي القضايا المتعلقة بالتأمين الصحي العام، وتأمين الرعاية الطويلة الأجل، وتأمين المعاشات التقاعدية، وخطط التأمين ضد الحوادث المهنية. محاكم الموضوع في هذه القضايا هي Sozialgerichte (المحاكم الاجتماعية). يتم النظر في الطعون في قرارات هذه المحاكم من قبل Landessozialgerichte (المحاكم الاجتماعية العليا للدولة) ، قبل أن تنتهي القضايا في Bundessozialgericht.
تقع Bundessozialgericht في مدينة كاسل.

## روابط خارجية
- الصفحة الرئيسية الرسمية